# EESL Vtoraja Liga 2021
La EESL Pervaja Liga 2021 è la 2ª edizione del campionato di terzo livello di football americano gestito dalla EESL (giocato a 9 giocatori).

## Squadre partecipanti
| Club                                 | Città           | Stadio | Sponsor ufficiale | Risultato nella stagione 2020 |
| ------------------------------------ | --------------- | ------ | ----------------- | ----------------------------- |
| Nizhnij Novgorod Apache              | Nižnij Novgorod |        |                   |                               |
| Penza Phoenixes                      | Penza           |        |                   |                               |
| Petrozavodsk Karelian Gunners        | Petrozavodsk    |        |                   |                               |
| Samara Bears                         | Samara          |        |                   |                               |
| Samara Stormbringers 2               | Samara          |        |                   |                               |
| Sankt Petersburg MČS University Team | San Pietroburgo |        |                   |                               |
| Sechenov Phoenix                     | Mosca           |        |                   |                               |
| Tula Tarantula                       | Tula            |        |                   |                               |
| Volgograd Stalingrad                 | Volgograd       |        |                   |                               |

## Stagione regolare

### Calendario

#### 1ª giornata
| Nižnij Novgorod 8 maggio 2021 | Nizhnij Novgorod Apache | 16 – 28 (8-0 8-20 0-8 0-0) referto | Sankt Petersburg MČS University Team | Stadion Trud |

| Samara 8 maggio 2021, ore 17:00 | Samara Bears | 6 – 50 (6-6 0-16 0-12 0-16) referto | Samara Stormbringers 2 | SK Lokomotiv |

| Tula 8 maggio 2021 | Tula Tarantula | 8 – 30 (0-0 6-12 2-2 0-16) referto | Petrozavodsk Karelian Gunners | Stadion Metallurg |

#### 2ª giornata
| Achuny 22 maggio 2021 | Penza Phoenixes | 8 – 32 (0-0 0-6 0-0 8-26) referto | Volgograd Stalingrad | Stadion PGAU |

| Mosca 22 maggio 2021 | Sechenov Phoenix | 0 – 52 (0-6 0-10 0-16 0-20) referto | Nizhnij Novgorod Apache | Stadion Burevetnik |

#### 3ª giornata
| Volgograd 5 giugno 2021, ore 14:00 | Volgograd Stalingrad | 72 – 0 (28-0 12-0 14-0 18-0) referto | Samara Bears | Campo di allenamento FK Rotor |

| Tula 5 giugno 2021 | Tula Tarantula | 20 – 36 (0-13 12-6 8-8 0-8) referto | Nizhnij Novgorod Apache | Stadion Metallurg |

| San Pietroburgo 5 giugno 2021 | Sankt Petersburg MČS University Team | 28 – 44 (6-14 0-14 16-0 6-16) referto | Petrozavodsk Karelian Gunners | Stadion Nevskij Zavod |

#### 4ª giornata
| Achuny 19 giugno 2021 | Penza Phoenixes | 52 – 8 (6-8 24-0 22-0 0-0) referto | Samara Stormbringers 2 | Stadion PGAU |

| Nižnij Novgorod 19 giugno 2021, ore 15:45 | Nizhnij Novgorod Apache | 46 – 0 (8-0 16-0 16-0 6-0) referto | Sechenov Phoenix | Stadion Trud |

#### 5ª giornata
| Petrozavodsk 3 luglio 2021 | Petrozavodsk Karelian Gunners | 28 – 6 (14-0 8-0 6-0 0-6) referto | Sechenov Phoenix | Stadion Spartak |

| Samara 3 luglio 2021 | Samara Stormbringers 2 | 6 – 66 (0-0 6-28 0-18 0-20) referto | Volgograd Stalingrad | SK Lokomotiv |

#### 6ª giornata
| San Pietroburgo 17 luglio 2021 | Sankt Petersburg MČS University Team | 20 – 0 (a tavolino) referto | Tula Tarantula | Stadion Nevskij Zavod |

| Samara 17 luglio 2021 | Samara Bears | 0 – 50 (0-20 0-24 0-0 0-6) referto | Penza Phoenixes | SK Lokomotiv |

#### 7ª giornata
| Mosca 31 luglio 2021 | Sechenov Phoenix | 20 – 0 (a tavolino) referto | Tula Tarantula |  |

| Volgograd 31 luglio 2021 | Volgograd Stalingrad | 50 – 8 (14-0 22-0 8-8 8-0) referto | Penza Phoenixes | Campo di allenamento FK Rotor |

| Petrozavodsk 31 luglio 2021 | Petrozavodsk Karelian Gunners | 34 – 24 (6-8 16-0 26-0 8-6) referto | Sankt Petersburg MČS University Team | Stadion Spartak |

| Samara 31 luglio 2021 | Samara Stormbringers 2 | 44 – 50 (14-6 6-0 0-14 12-0) referto | Samara Bears | SK Lokomotiv |

### Classifiche
Le classifiche della regular season sono le seguenti:
- PCT = percentuale di vittorie, G = partite giocate, V = partite vinte,  P = partite perse, PF = punti fatti, PS = punti subiti

#### Girone Centro
| Pos. | Squadra                              | PCT   | G | V | N | P | PF  | PS  |
| ---- | ------------------------------------ | ----- | - | - | - | - | --- | --- |
| 1    | Petrozavodsk Karelian Gunners        | 1.000 | 4 | 4 | 0 | 0 | 136 | 66  |
| 2    | Nizhnij Novgorod Apache              | .750  | 4 | 3 | 0 | 1 | 150 | 48  |
| 3    | Sankt Petersburg MČS University Team | .500  | 4 | 2 | 0 | 2 | 100 | 94  |
| 4    | Sechenov Phoenix                     | .250  | 4 | 1 | 0 | 3 | 26  | 126 |
| 5    | Tula Tarantula                       | .000  | 4 | 0 | 0 | 4 | 28  | 106 |

#### Girone Volga
| Pos. | Squadra                | PCT   | G | V | N | P | PF  | PS  |
| ---- | ---------------------- | ----- | - | - | - | - | --- | --- |
| 1    | Volgograd Stalingrad   | 1.000 | 4 | 4 | 0 | 0 | 220 | 22  |
| 2    | Penza Phoenixes        | .500  | 4 | 2 | 0 | 2 | 118 | 90  |
| 3    | Samara Stormbringers 2 | .250  | 4 | 1 | 0 | 3 | 108 | 174 |
| 4    | Samara Bears           | .250  | 4 | 1 | 0 | 3 | 56  | 216 |

### Playoff

#### Tabellone
|  | Semifinali | Semifinali                    | Semifinali |                         |    | Finale                        | Finale | Finale |  |
|  |            |                               |            |                         |    |                               |        |        |  |
|  | 1C         | Petrozavodsk Karelian Gunners | 46         |                         |    |                               |        |        |  |
|  | 1C         | Petrozavodsk Karelian Gunners | 46         |                         |    |                               |        |        |  |
|  | 2V         | Penza Phoenixes               | 22         |                         |    |                               |        |        |  |
|  | 2V         | Penza Phoenixes               | 22         |                         | 1C | Petrozavodsk Karelian Gunners | 50     |        |  |
|  |            |                               |            |                         | 1C | Petrozavodsk Karelian Gunners | 50     |        |  |
|  |            |                               | 2C         | Nizhnij Novgorod Apache | 30 |                               |        |        |  |
|  | 1V         | Volgograd Stalingrad          | 2C         | Nizhnij Novgorod Apache | 30 | 16                            |        |        |  |
|  | 1V         | Volgograd Stalingrad          |            |                         |    |                               |        |        |  |
|  | 2C         | Nizhnij Novgorod Apache       | 20         |                         |    |                               |        |        |  |

#### Semifinali
| Volgograd 14 agosto 2021 | Volgograd Stalingrad | 16 – 20 (0-6 0-8 10-0 6-6) referto | Nizhnij Novgorod Apache | Campo di allenamento FK Rotor |

| Petrozavodsk 14 agosto 2021 | Petrozavodsk Karelian Gunners | 46 – 22 (6-0 28-8 6-0 6-14) referto | Penza Phoenixes | Stadion Spartak |

#### I Finale
| Mosca 28 agosto 2021, ore 15:30 | Petrozavodsk Karelian Gunners | 50 – 30 (12-18 6-12 20-0 12-0) referto | Nizhnij Novgorod Apache | Stadion Burevetnik |

## Verdetti
- Petrozavodsk Karelian Gunners Campioni della EESL Vtoraja Liga 2021

## Marcatori
| Giocatore    | Sq.                                  | TD rush | TD recv | TD int | TD p.ret | TD k.ret | TD oth | Xp1 | Xp2 | FG  | Saf | Totale |
| ------------ | ------------------------------------ | ------- | ------- | ------ | -------- | -------- | ------ | --- | --- | --- | --- | ------ |
| Kondjukov    | Petrozavodsk Karelian Gunners        | 2+5     | 2+5     | 0+0    | 0+0      | 0+0      | 0+1    | 0+0 | 1+1 | 0+0 | 0+0 | 94     |
| Medvedev     | Volgograd Stalingrad                 | 4+0     | 9+1     | 0+0    | 0+0      | 0+0      | 0+0    | 0+0 | 3+0 | 0+0 | 0+0 | 90     |
| Čujko        | Penza Phoenixes                      | 7+1     | 0+0     | 0+0    | 0+0      | 0+0      | 0+1    | 0+0 | 1+1 | 0+0 | 0+0 | 58     |
| Sorokin      | Nizhnij Novgorod Apache              | 4+1     | 2+0     | 0+0    | 0+0      | 0+0      | 0+1    | 0+0 | 1+0 | 0+0 | 0+0 | 50     |
| Kabargin     | Samara Bears                         | 5       | 2       | 0      | 0        | 0        | 0      | 0   | 1   | 0   | 0   | 44     |
| 2 giocatori  | 36                                   |         |         |        |          |          |        |     |     |     |     |        |
| Fomičëv      | Sankt Petersburg MČS University Team | 4       | 1       | 0      | 0        | 0        | 0      | 0   | 1   | 0   | 0   | 32     |
| 2 giocatori  | 30                                   |         |         |        |          |          |        |     |     |     |     |        |
| Stepanov     | Volgograd Stalingrad                 | 3+1     | 0+0     | 0+0    | 0+0      | 0+0      | 0+0    | 0+0 | 1+1 | 0+0 | 0+0 | 28     |
| 2 giocatori  | 26                                   |         |         |        |          |          |        |     |     |     |     |        |
| 3 giocatori  | 24                                   |         |         |        |          |          |        |     |     |     |     |        |
| Burkin       | Petrozavodsk Karelian Gunners        | 1+0     | 1+0     | 0+0    | 0+0      | 0+0      | 0+0    | 0+0 | 4+1 | 0+0 | 0+0 | 22     |
| 2 giocatori  | 18                                   |         |         |        |          |          |        |     |     |     |     |        |
| 3 giocatori  | 16                                   |         |         |        |          |          |        |     |     |     |     |        |
| Kuzjutin     | Volgograd Stalingrad                 | 2       | 0       | 0      | 0        | 0        | 0      | 0   | 1   | 0   | 0   | 14     |
| 4 giocatori  | 12                                   |         |         |        |          |          |        |     |     |     |     |        |
| 2 giocatori  | 10                                   |         |         |        |          |          |        |     |     |     |     |        |
| 13 giocatori | 8                                    |         |         |        |          |          |        |     |     |     |     |        |
| 16 giocatori | 6                                    |         |         |        |          |          |        |     |     |     |     |        |
| 4 giocatori  | 4                                    |         |         |        |          |          |        |     |     |     |     |        |
| 12 giocatori | 2                                    |         |         |        |          |          |        |     |     |     |     |        |

- Miglior marcatore della stagione regolare: Medvedev ( Volgograd Stalingrad), 84
- Miglior marcatore dei playoff: Kondjukov ( Petrozavodsk Karelian Gunners), 48
- Miglior marcatore della stagione: Kondjukov ( Petrozavodsk Karelian Gunners), 94